# Conflit de la vallée de Preševo

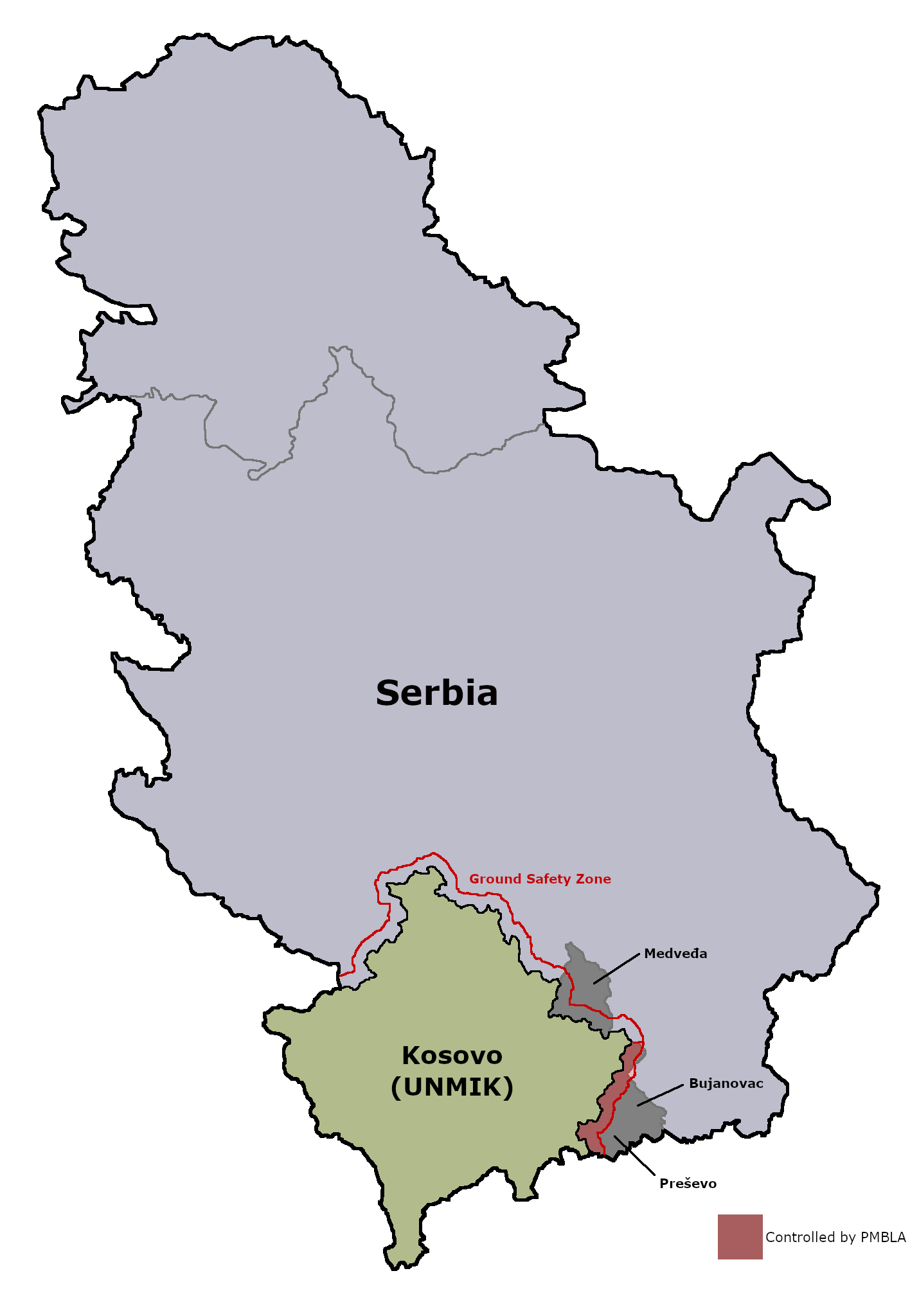
Conflit de la vallée de Preševo

Le conflit de la vallée de Preševo est un conflit armé entre la République fédérale de Yougoslavie et les albanais de l'Armée de libération de Preševo, Medveđa et Bujanovac (UÇPMB), qui dura du 12 juin 1999 au 1er juin 2001. Le conflit aboutit à la victoire des forces serbes et à la dissolution de l'UÇPMB. Peuplées en majorité d'Albanais, ces trois municipalités demeurent rattachées au territoire de la Serbie.

## Contexte
La guerre du Kosovo, qui avait opposé l'armée de Yougoslavie et l'Armée de libération du Kosovo (UÇK) de février 1998 au 10 juin 1999, venait de prendre fin par la signature de l'accord de Kumanovo. Il était convenu que les troupes yougoslaves se retirent du Kosovo, laissant la place libre aux soldats de la KFOR qui devaient y assurer le maintien de la paix, tandis que l'UÇK devait se dissoudre au plus tard le 19 septembre 1999.

## Conflit
Une partie des unités yougoslaves retirées du Kosovo furent postées le long de la frontière kosovare, où des tensions avec la population albanaise ne tardèrent pas à apparaître. N'ayant pas le droit, du fait du traité de Kumanovo, d'employer des armes lourdes à la périphérie du Kosovo, les autorités yougoslaves demandèrent plusieurs fois l'aide de la KFOR pour repousser les attaques des rebelles. Après deux ans de conflit, les deux parties signèrent l'accord de Končulj à la suite des négociations parrainées par les États-Unis, l'OTAN et l'OSCE. La Yougoslavie s'engageait à mettre fin aux discriminations touchant la population albanophone de la région et à augmenter la représentation albanaise au sein des gouvernements locaux, dans les médias ainsi que dans les forces de police. L'UÇPMB promettait, elle, de mettre fin à ses activités et velléités séparatistes.
Les combats firent dix-huit morts et soixante-huit blessés au sein des forces yougoslaves. Du côté albanais, les insurgés ne reconnaissent que cinq morts dans leurs rangs tandis que les autorités yougoslaves allèguent en avoir abattu entre trente et quarante. Environ quarante-cinq rebelles se rendirent aux forces de la KFOR, qui déplore elle-même deux blessés dans ses troupes. Huit civils furent également tués.

## Suites
Bien que globalement pacifiée, la région reste le centre de tensions politiques entre communautés serbe et albanaise. Le taux de chômage y est élevé, et les Albanais se plaignent de discriminations à tous les échelons de la vie économique et publique, tandis que les Serbes accusent ces derniers de provocations, notamment en janvier 2013, lorsqu'un monument aux martyrs de l'UÇPMB fut érigé illégalement à Preševo. La majorité des politiques albanophones souhaitent œuvrer pour le rattachement au Kosovo depuis la déclaration d'indépendance de ce dernier, tout en étant conscients du peu de chances de succès de ce projet.